# João Porto
João Lopes Porto (24 de Janeiro de 1941 — 23 de abril de 2014) foi engenheiro civil, professor e político português.

## Biografia
Nasceu na freguesia da Sé Nova, Coimbra, a 24 de janeiro de 1941. Licenciado em Engenharia Civil pela Faculdade de Engenharia da Universidade do Porto.
Foi fundador do Partido do Centro Democrático Social, em 1974. Nas eleições legislativas de 1979 foi eleito pelo círculo de Coimbra, tendo cumprido esse mandato como ministro da Habitação e Obras Públicas no VI Governo Constitucional.
Cumpriu mais tarde dois mandatos como deputado efetivo à Assembleia da República nas II e III legislaturas, já pelo círculo do Porto.
Foi também professor catedrático da Faculdade de Engenharia da Universidade do Porto onde lecionou diversas disciplinas em especial no Departamento de Engenharia Civil.
Morreu em 23 de Abril de 2014, vítima de doença prolongada.